# エドワード・ダウンズ
サー・エドワード・トマス・ダウンズ（Sir Edward Thomas Downes, CBE, 1924年6月17日 – 2009年7月10日）は、イングランドの指揮者。オペラの専門家として知られ、「テッド (Ted)」の愛称で親しまれた。2009年に、病に侵された夫人とともに尊厳死を選ぶとして、国外で自殺あるいは心中を遂げ、イギリス国内で大々的に報道された。

## 略歴
1924年に銀行の出納係の息子として生まれる。14歳で学校を中退すると、父親によって勤めに出され、ガソリンスタンドで週84ポンドを稼いで糊口を凌いだ。5歳からヴァイオリンとピアノを習っていたため、16歳で奨学金を得てバーミンガム大学に進み、英文学と音楽を専攻してコーラングレーの演奏を始めた。アバディーン大学から2年間カーネギー奨学金が得られたことで、指揮者としての修業がしやすくなり、お蔭で王立音楽大学大学院課程を修了後に、ヘルマン・シェルヘンに師事することができた。
コヴェントガーデン王立歌劇場との長期にわたる実り豊かな関係は、ラファエル・クーベリックの助手に任命された1952年に遡る。初仕事はマリア・カラスのせりふ付けだった。コヴェントガーデン劇場には17年間にわたって籍を置き、准音楽監督として1991年に退任した後も、例年のように客演指揮者として舞台を踏んだ。コヴェントガーデンに少なくとも950回出演して、49作のオペラを指揮している。
そのほかに、1970年にオーストラリア歌劇場の音楽監督に就任し、1973年にはシドニー歌劇場の杮落しを指揮した（このとき《戦争と平和》のオーストラリア初演を実現させている）。また、1983年に勇退するまでオランダ放送交響楽団の首席指揮者でもあった。世界中の主要なオーケストラと共演したが、中でもBBCノーザン交響楽団（現・BBCフィルハーモニック）との関係はとりわけ長期に及び、首席客演指揮者として迎えられてから、首席指揮者に抜擢され、最終的には名誉指揮者に上り詰めた。

## レパートリー
ダウンズは、ジョージ・ロイドの交響曲を擁護し、ピーター・マックスウェル・デイヴィスやマルコム・アーノルドの作品を初演した。イギリス音楽以外に、ジュゼッペ・ヴェルディやセルゲイ・プロコフィエフを擁護したことで知られている。
プロコフィエフに対する情熱は、プロコフィエフの有名無名の楽曲をとりまぜて世界中で上演したことに表れている。1967年には、リーズ・タウン・ホールにおいて演奏会形式で《戦争と平和》のイギリス初演を指揮した。1979年にはプロコフィエフの1幕オペラ《マッダレーナ》の楽器配置を完成させて最初の録音を指揮しており、1981年には舞台公演で世界初演も行なっている。
ダウンズが最初にヴェルディ作品を指揮したのは、1953年にクーベリックがコヴェントガーデンの公演から身を退いた時である。ダウンズはリハーサルなしで《オテロ》を指揮して快感を覚え、それからイングランドにおけるヴェルディ復権を唱導した。ダウンズはヴェルディの全28作のオペラのうち25作を指揮しており、作曲者の没後100周年に向けて、2001年までにオペラ全作を指揮するという案を思い描いていた。かつてダウンズは、《アルツィーラ》や《一日だけの王様》、《シチリアの晩祷》を指揮した経験がないことを悔んでいると表明したことがある。また、次のように述べている。「どうやら僕は。ヴェルディを個人的に理解したみたいだよ。彼は農民だった。片足を天国に、もう片足を地に着けた人だった。というわけで、ヴェルディは、音楽を知り尽くした人たちから、初めて音楽を聞こうとする人たちまで、あらゆる層の人々を魅了するというわけさ」。
ダウンズは上記BBCフィルとともに英シャンドス等のレーベルに多くの録音を残した。上記プロコフィエフやヴェルディ、イギリス音楽の他に、レインゴリト・グリエールの交響曲やオットリーノ・レスピーギの無名作品などの録音もある。

## 家族
1955年にロイヤル・バレエ団の踊り子だったジョーン・ウェストンと結婚。彼女は後に振り付け師や、テレビ局のプロデューサーを務めている。息子のカラクタカス（Caractacus, 1967年生）はミュージシャンと録音技師になり、娘ブーディカ（Boudicca, 1970年生）はビデオのプロデューサーになっている。

## 尊厳死
致命的な病気というわけではないものの、長年ダウンズは段々と難聴になり、視力もほぼ失っていた。人工股関節の施術の後で健康が衰えると、夫人に頼りっぱなしも同然であった。そこへもってダウンズ卿夫人が末期の膵臓癌に侵されていて、病魔が肝臓にも転移しており、余命は数週間であることが明らかになった。
ダウンズ夫人は、身内に宛てた手紙の中で、治療に対する自分の決意を次のように打ち明けている。
しなければならなかった計画は、すべて実行してきました。いま私は、言っておかねばなりません。たとえもし、あとほんの少ししかこの世にいられないとしても、死ぬことは全然怖くないのだと。自分は無宗教だし、自分に関する限り宗教は興味ありません。だからそのことをちょっと考えた人は、もう心配しないでね。愉快で面白い人生でしたから、何の後悔もありません。あとどれだけ生きられるか分からないけど、あなたたちと、ご家族みんなに愛を送ります。生ある限り人生を楽しんで下さいね。　愛情をこめて　ジョーン
2009年7月10日にダウンズ夫妻は、チューリヒの安楽死団体「ディグニタス」の幇助によって、ともに自ら命を絶った。2人の自殺はイギリスのマスメディアによって重大事として報道された。
ジョーン夫人は我が子が立ち会うことを望んではいなかったが、ディグニタスはそれを奨励しており、「テッドとジョウニー」が時期が来たことを喜んでいたと報告した。子供たちは、両親が「深刻な健康の問題」に苦しんでいたことを認める声明を発表した。発表された声明文によると、ダウンズは、たとえ聴覚を失い、失明しても、生き続けることができた筈だが、末期ガンに苦しむ妻に先立たれることを本人は望んでいなかったのだという。

## 註記
1. 1 2  Alan Blyth and David Nice, Obituary—Sir Edward Downes—Leading conductor of Verdi at Covent Garden and a stalwart champion of Prokofiev, The Guardian, 14 July 2009. Retrieved on 15 July 2009
2. 1 2 3 4  Jill Lawless Conductor Downes, wife die in Swiss suicide clinic Associated Press 14 July 2009)
3. ↑  Sir Edward Downes biography（2006年9月29日時点のアーカイブ）
4. ↑  Keith Potter, "Opera and Concert Reports" (Proms). The Musical Times, 130(1760), pp. 621-35 (October 1989)
5. ↑  Martin Kettle Interview: conductor Edward Downes The Guardian, 14 June 2004)
6. ↑  Appel, Jacob M. Assisted Suicide for Healthy People? July 16, 2009
7. ↑  "'They held hands as they lay down and waited for death': Son tells how he watched his parents die at Swiss suicide clinic" Daily Mail, 15 July 2009
8. ↑  Appel, Jacob M. Assisted Suicide for Healthy People? July 16, 2009.
9. ↑  BBC Conductor dies in suicide centre 14 July 2009
10. ↑  "Conductor Sir Edward Downes and wife end lives at Dignitas clinic", The Daily Telegraph (London), 14 July 2009